# Міп Гіс

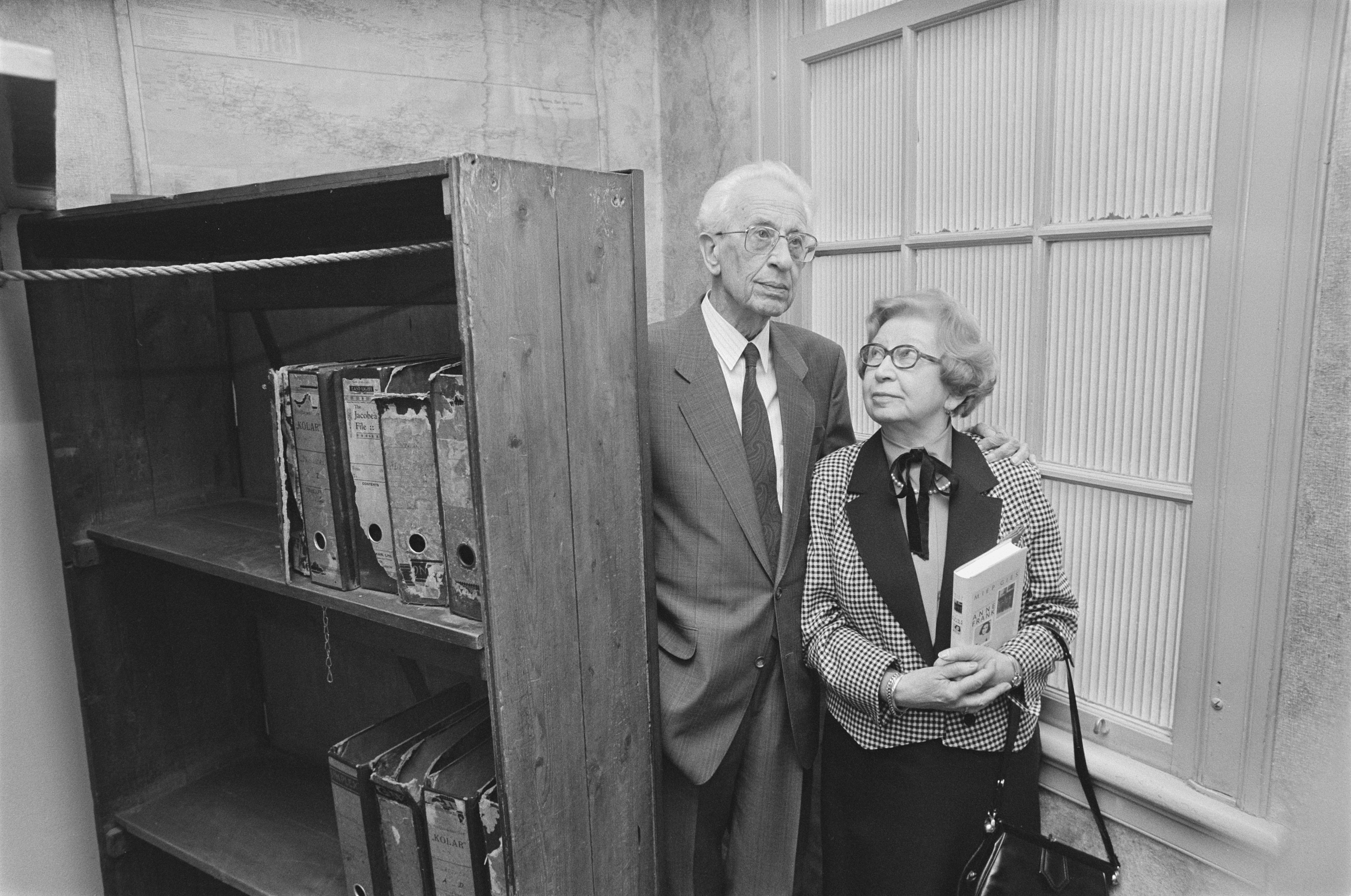
Міп та її чоловік Ян Гіс на презентації книги Miep Gies: Herinneringen aan Anne Frank (нідерландська версія книги, яку запам'ятала Анна Франк : історія жінки, яка допомогла сховати родину Франк, 1987) в Анни Франкхус біля пересувної книжкової шафи, що закриває сходи до таємної схованки «Ахтерхус», Анн Франкхус, Амстердам, 5 травня 1987 р.

Герміне "Міп" Гіс ( нід. вимова: [mip ˈxis] ;  уродж. ; 15 лютого 1909  — 11 січня 2010) була однією із громадян Нідерландів, які переховували Анну Франк та  її родину ( Отто Франк, Марго Франк, Едіт Франк ) і чотирьох інших голландських євреїв ( Фріц Пфеффер, Герман ван Пелс, Огюст ван Пелс, Петер ван Пелс ) від нацистів у прибудові над службовими приміщеннями Отто Франка під час Другої світової війни. За походженням австрійка, але в 1920 році, у віці одинадцяти років, її взяла голландська сім’я в Лейдені,як прийомну дитину. До цієї родини Гіс дуже прив’язалася. Хоч і спочатку вона мала полишитися лише на шість місяців але перебування було продовжено до одного року через слабке здоров’я, після чого Гіс обміркувала рішення залишитися з ними, проживши решту свого життя в Нідерландах.